# Alkonost
Alkonost (nebo Alkonst, Alkonos, rusky Алконост z řeckého ἀλκυών - ledňáček) je kouzelná bytost ve slovanské mytologii. V ruském lidovém umění je zobrazován jako rajský pták s dívčí hlavou a rukama. Často je zmiňován spolu s dalším ptákem Sirin.

## Popis
Alkonost byl v ruském středověku legendárním rajským ptákem radosti. Má tělo ptáka a hlavu ženy. Alkonost snáší na břehu moře vejce, které potom hodí do vody. Moře je potom klidné šest až sedm dní. Poté, co se z vejce vylíhne mládě, rozpoutá se bouře. 
Žije v ráji, ale do našeho světa přilétá sdělit nám zprávu. Jeho zpěv je tak libozvučný a sladký, že ten, kdo jej poslouchá, na vše zapomene.

## Galerie

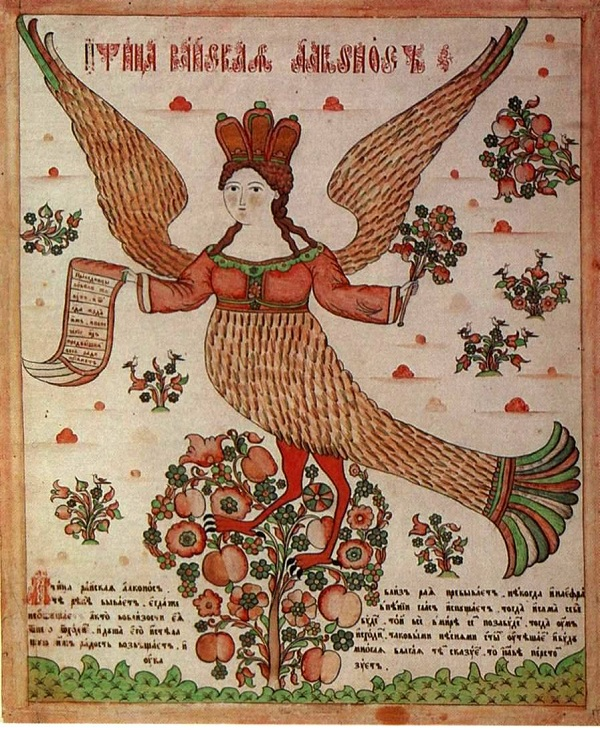
Dřevěný obrázek (lubok)
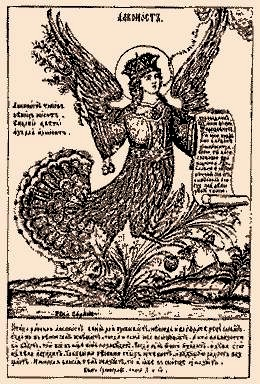
Pohlednice z roku 1908
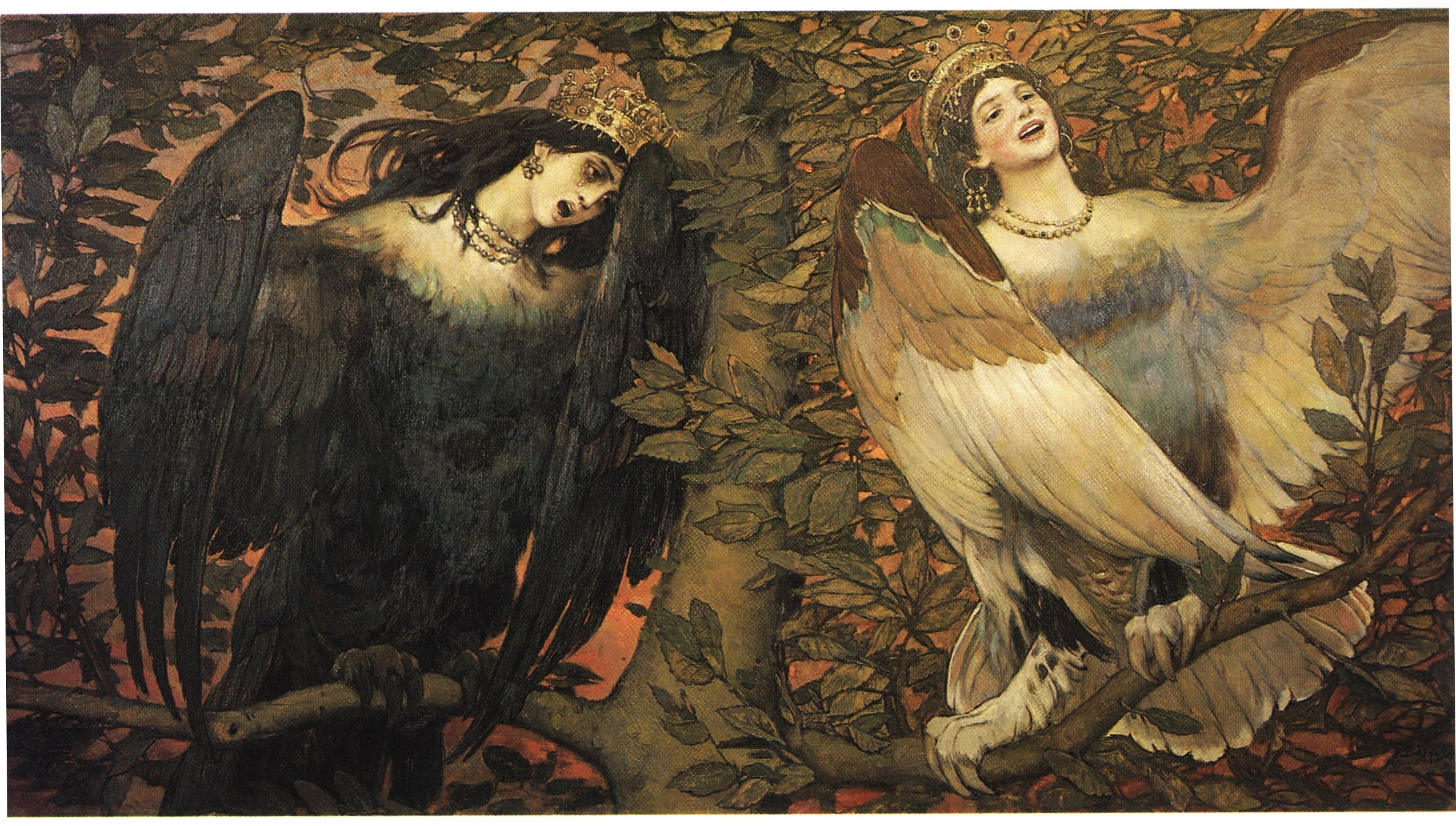
Viktor Michaljovič Vasněcov, Sirin a Alkonost - Ptáci Žalu a Radosti (1896)

## Zajímavosti
- Ptáci Sirin, Gamajun a Alkonost - hrdinové písně Kupola Vladimíra Vysockého.
- Rovněž jedna z písní Borise Grebenščikova se jmenuje Sirin, Alkonost, Gamajun.[1]